# 吉原雅斗
吉原雅斗（1994年7月22日—）是日本的演員・藝人， 中京圈的當地男子團體BOYS AND MEN的成員之一。暱稱為よしび，カピバラ（因相貌酷似水豚。）
愛知県出身。隸屬於FORTUNE ENTERTAINMENT INC.。。身高183cm。在BOYS AND MEN中的代表色為深綠色。